# Tour de l'Algarve 1999
 (juillet 2025).
La mise en forme du texte ne suit pas les recommandations de Wikipédia : il faut le « wikifier ».
Les points d'amélioration suivants sont les cas les plus fréquents. Le détail des points à revoir est peut-être précisé sur la page de discussion.
- Les titres sont pré-formatés par le logiciel. Ils ne sont ni en capitales, ni en gras.
- Le texte ne doit pas être écrit en capitales (les noms de famille non plus), ni en gras, ni en italique, ni en « petit »…
- Le gras n'est utilisé que pour surligner le titre de l'article dans l'introduction, une seule fois.
- L'italique est rarement utilisé : mots en langue étrangère, titres d'œuvres, noms de bateaux, etc.
- Les citations ne sont pas en italique mais en corps de texte normal. Elles sont entourées par des guillemets français : « et ».
- Les listes à puces sont à éviter, des paragraphes rédigés étant largement préférés. Les tableaux sont à réserver à la présentation de données structurées (résultats, etc.).
- Les appels de note de bas de page (petits chiffres en exposant, introduits par l'outil «  Source ») sont à placer entre la fin de phrase et le point final[comme ça].
- Les liens internes (vers d'autres articles de Wikipédia) sont à choisir avec parcimonie. Créez des liens vers des articles approfondissant le sujet. Les termes génériques sans rapport avec le sujet sont à éviter, ainsi que les répétitions de liens vers un même terme.
- Les liens externes sont à placer uniquement dans une section « Liens externes », à la fin de l'article. Ces liens sont à choisir avec parcimonie suivant les règles définies. Si un lien sert de source à l'article, son insertion dans le texte est à faire par les notes de bas de page.
- La présentation des références doit suivre les conventions bibliographiques. Il est recommandé d'utiliser les modèles {{Ouvrage}}, {{Chapitre}}, {{Article}}, {{Lien web}} et/ou {{Bibliographie}}. Le mode d'édition visuel peut mettre en forme automatiquement les références.
- Insérer une infobox (cadre d'informations à droite) n'est pas obligatoire pour parachever la mise en page.

Pour une aide détaillée, merci de consulter Aide:Wikification.
Si vous pensez que ces points ont été résolus, vous pouvez retirer ce bandeau et améliorer la mise en forme d'un autre article.
Le 25e Tour de l'Algarve a eu lieu du 10 mars au 14 mars 1999. Melchor Mauri (6e du tour de France 1995), en fin de carrière sportive, et courant pour l'équipe portugaise de Benfica, remporte ce tour de l'Algarve. 

## Généralité
La vitesse moyenne de ce tour est de plusieurs dizaines de km/h[Combien ?].

## Les étapes
| Étape     | Villes étapes | km | Vainqueur d'étape           | Deuxième d'étape | Troisième d'étape        | Durée de l'étape | Vitesse moyenne du vainqueur | Leader du classement général |
| 1er étape | -Castro Marim |    | Cândido Barbosa Portugal    |                  |                          | X h XX min XX s  | XX,XXX km/h                  | Cândido Barbosa Portugal     |
| 2e étape  | -Tavira       |    | Cândido Barbosa Portugal    |                  |                          | X h XX min XX s  | XX,XXX km/h                  | Cândido Barbosa Portugal     |
| 3e étape  | -             |    | Andreas Klöden Allemagne    |                  |                          | X h XX min XX s  | XX,XXX km/h                  |                              |
| 4e étape  | -Albufeira    |    | Melchor Mauri Espagne       |                  | Cândido Barbosa Portugal | X h XX min XX s  | XX,XXX km/h                  |                              |
| 5e étape  | -             |    | Saulius Sarkauskas Lituanie |                  |                          | X h XX min XX s  | XX,XXX km/h                  | Melchor Mauri Espagne        |

## Classements annexes
| Classement par points             | Cândido Barbosa Portugal x pts  |
| Classement du meilleur grimpeur   | Youri Sourkov Macédoine x pts   |
| Classement de la meilleure équipe | Banesto Espagne X h XX min XX s |

## Liste des équipes
| Porta Ravessa-Milaneza | Maia-CIN | Recer/Boavista   |
|                        |          |                  |
| Telekom                | LA-Pecol | Wustenrot-ZVVZ   |
|                        |          |                  |
| Benfica                | Banesto  | Mapei-Quick Step |
|                        |          |                  |
| Paredes Movel-Ecop     |          |                  |
|                        |          |                  |